# Вольвариелла вольвовая
Вольварие́лла во́львовая (лат. Volvariella volvacea) (также известный как рисовый соломенный гриб или соломенный гриб) — гриб рода Вольвариелла семейства Плютеевые (Pluteaceae). Они часто доступны в свежем виде в регионах, где они выращиваются, но в других местах чаще встречаются консервированные или сушеные. Соломенные грибы в мире являются третьими по потреблению грибами.

## Описание

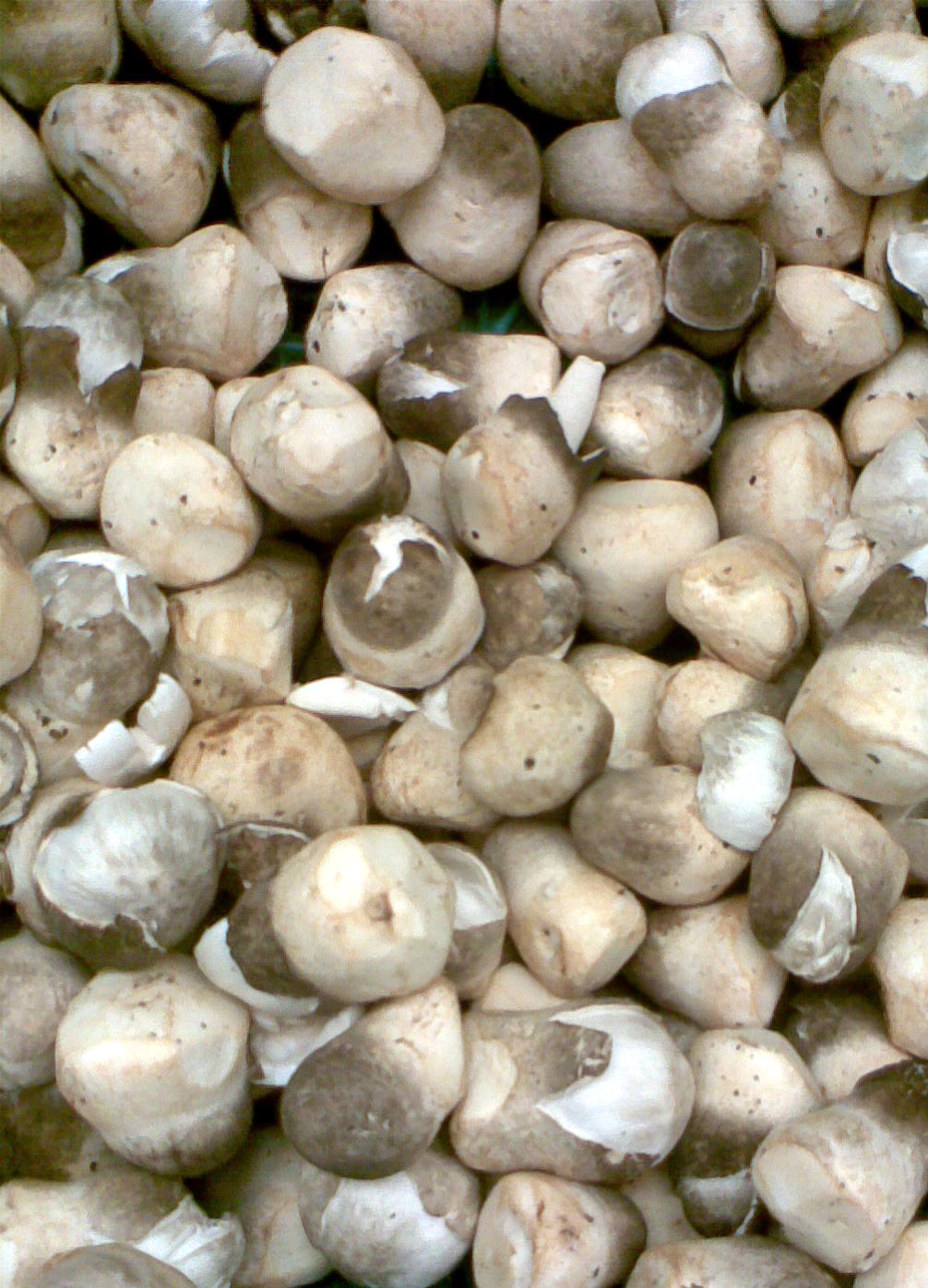
Урожай плодовых тел грибов

Ножка светло-серого цвета, длиной 4—14 см. Внизу ножки заметна вольва. Форма шляпки сначала выпуклая или коническая, а впоследствии становится почти плоской. Шляпка серо-коричневая с шелковистыми пластинами, её диаметр составляет 5—16 см. Края шляпки со временем расщепляются. Гриб похож на ядовитую бледную поганку.
На стадии пуговки соломенные грибы напоминают бледную поганку, но их можно отличить по нескольким микологическим особенностям, в том числе по розовому отпечатку спор (отпечатки спор у белой поганки белые). Эти два гриба имеют разное распространение: белая поганка обычно не встречается там, где соломенный гриб растет в естественных условиях, но иммигранты, особенно из Юго-Восточной Азии, Калифорнии и Австралии, были отравлены из-за неправильной идентификации.

## Распространение
Вид распространён в тропической Азии, Африке и умеренной Голарктике.

## Использование
Популярный в Юго-Восточной Азии пищевой продукт, выращиваемый на соломе.
Соломенные грибы выращивают на грядках из рисовой соломы, и их чаще всего собирают в незрелом виде (часто обозначают как «неочищенные»), во время фазы бутонизации или яйца и до разрыва оболочки. Они легко адаптируются, для их созревания требуется четыре-пять дней, и наиболее успешно их выращивают в субтропическом климате с большим годовым количеством осадков. Никаких записей об их выращивании до XIX века не обнаружено.